# サターン (自動車)
サターン（Saturn ）は、

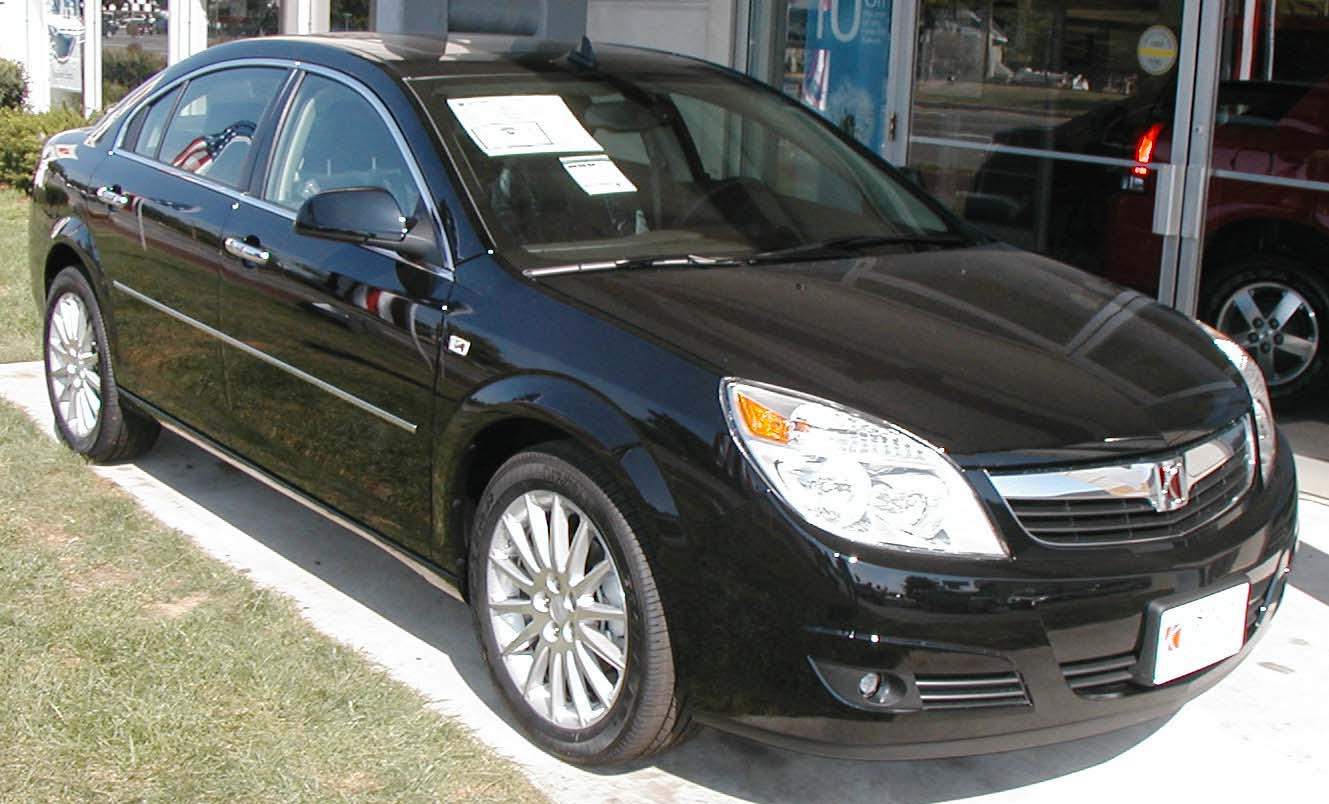
オーラ

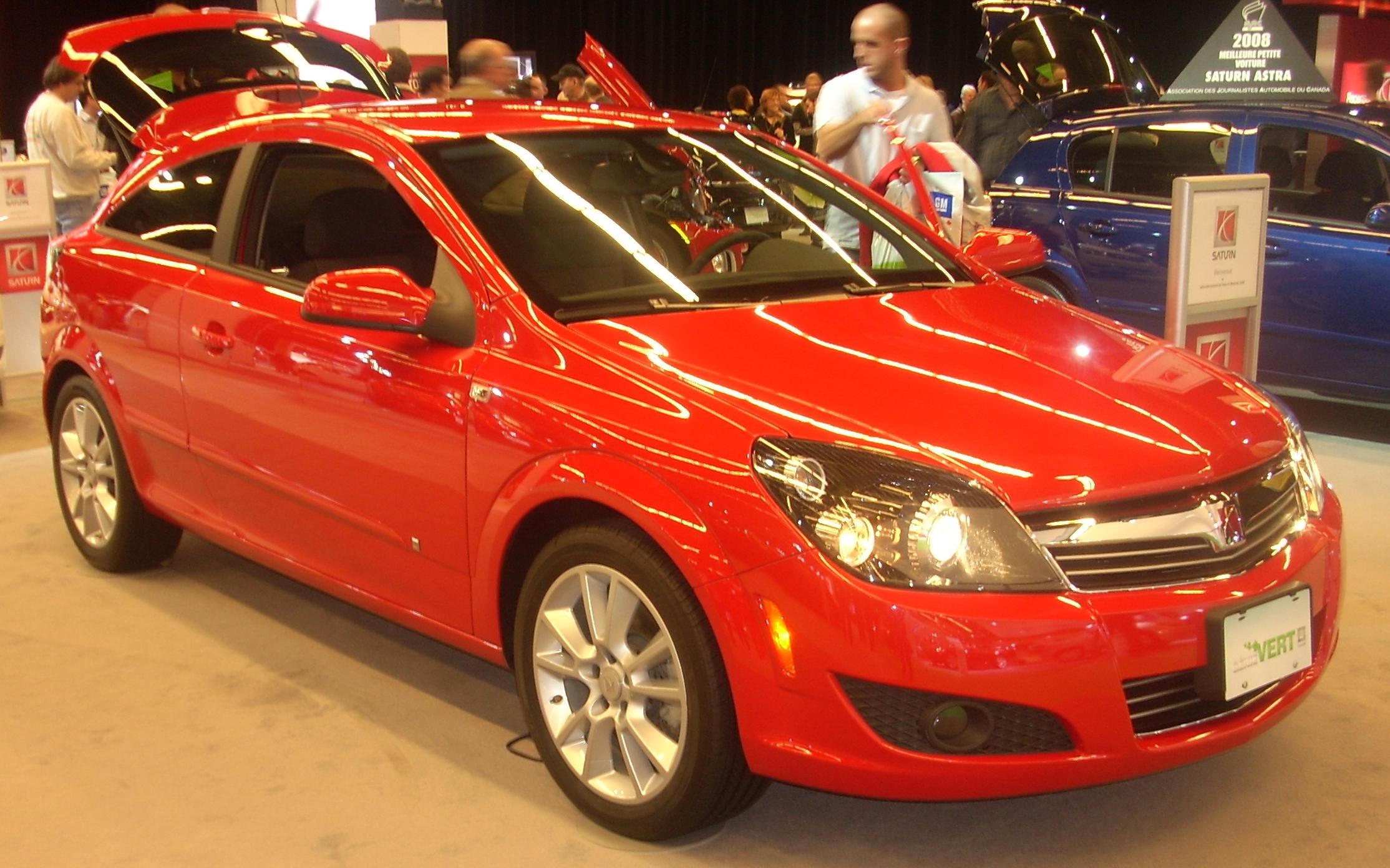
アストラ（2008年-）

- アメリカ合衆国のゼネラルモーターズ（GM）の100 %子会社、「サターン・コーポレーション」
- 上記会社が展開していた乗用車ブランド

である。

## 概要

### 設立
オイルショック以降日本車に自国市場を侵食されていたゼネラルモーターズは、挽回策として新ブランドである「サターン」を1985年に設立し、35億ドルの投資を行い、南部テネシー州、スプリングヒルに工場を新設した。この工場建設に当たっては敷地内にあった木を別の場所に植え替えるなど環境保護に最大限配慮した。名称はアポロ計画で使用されたロケットに由来する。
また個人の創造性とチームワークを重視した独自の開発、生産システムを導入していた。これは現地に大挙して進出していた日本メーカーの影響と、全米自動車労働組合（UAW）との協議の産物である。

### ターゲット
これまでは日本車や西ドイツ車を購入していた、高学歴かつ高収入である、医師や大学教授などの専門職や、大企業に勤務するホワイトカラーをメインターゲットとした。このことから、上記のように環境保護に配慮していることを積極的にアピールした他、維持費（メンテナンスコストや燃費）に配慮した広告展開を行った。

### 「リテーラー」
また導入前のマーケティングリサーチにより、「誠実さに欠ける」「信頼できない」「女性のみでは入りにくい雰囲気」などの評価が多数を占めたGM各ブランドのディーラーに対する悪評を払拭すべく、「ディーラー」でなく「リテーラー」と呼び、新規契約を希望するリテーラーに対して審査し、セールスマンには接客マニュアルを徹底した。
併せて値引きを行わない価格設定を取り入れ、販売時の価格交渉に伴う不公平感を払拭させた他、納車時に担当セールスマンや整備士などが揃って行なう「納車セレモニー」や、整備時の待合室の充実など、これまでのアメリカ国内の自動車ディーラーの常識を覆すようなサービスを導入した。

### 展開

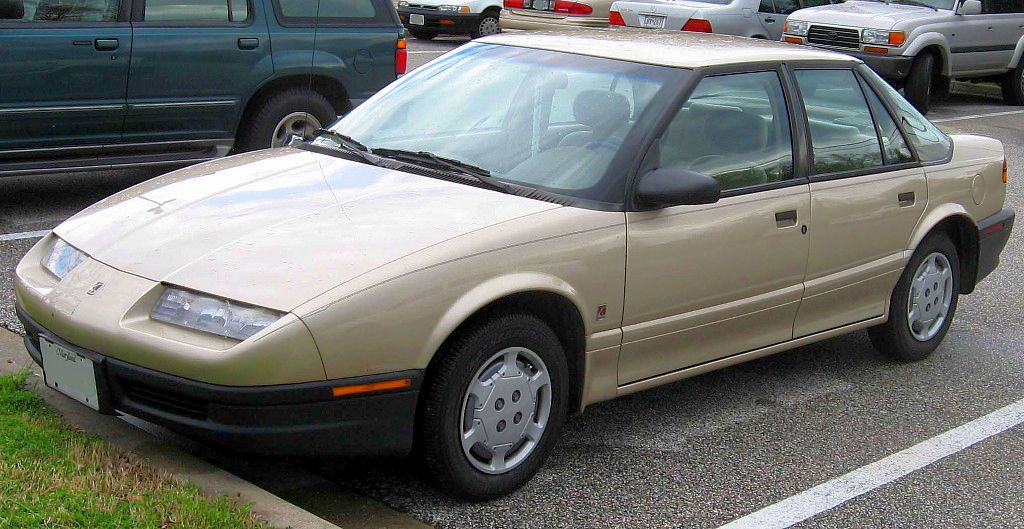
SL（初代、1990年-1995年）

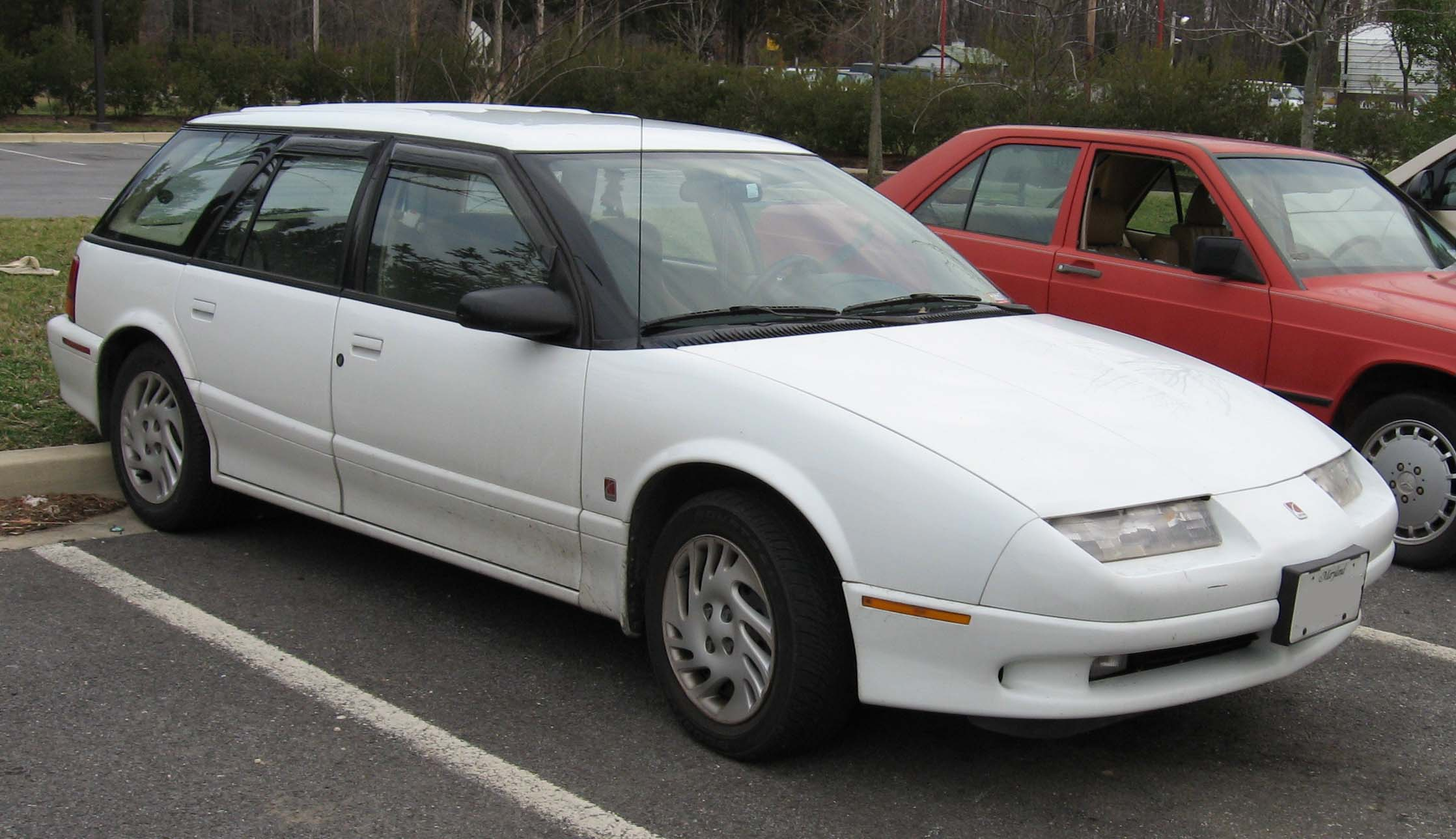
SW（初代、1993年-1995年）

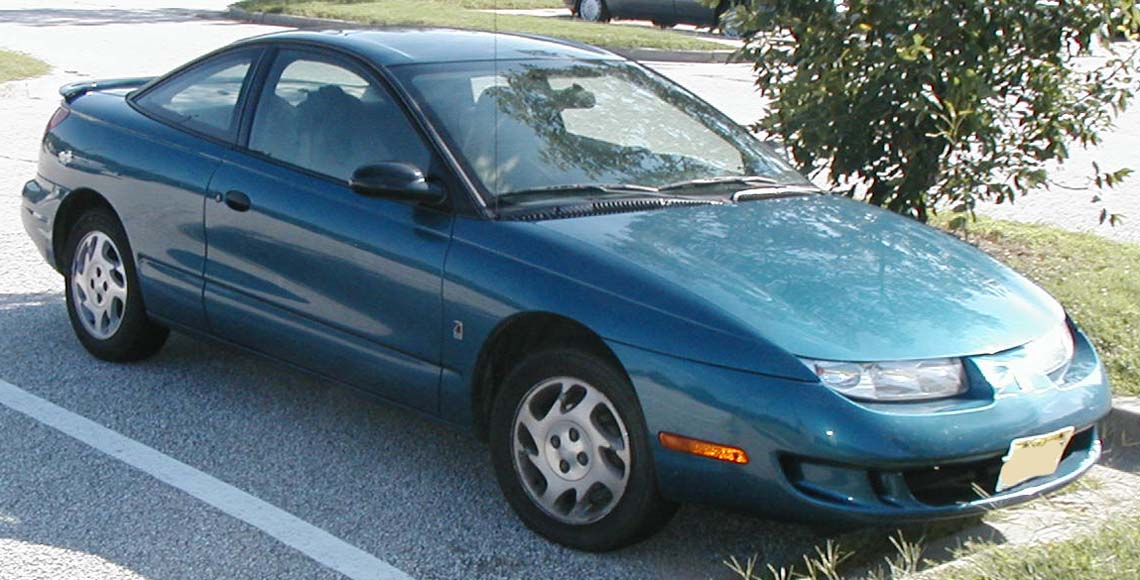
SC（2代目）

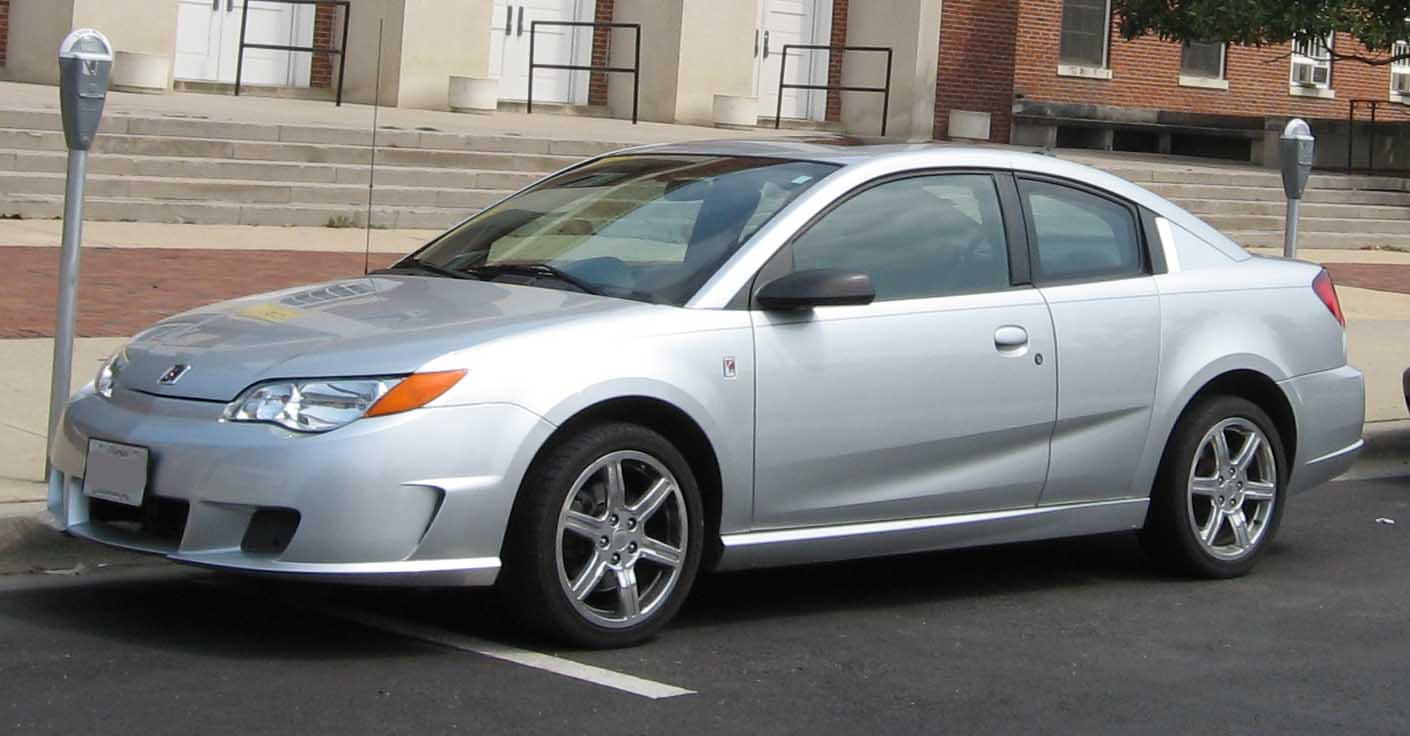
アイオン（2002年-2007年）

1990年に、最初のモデル『Sシリーズ』がアメリカ市場で発売された。上記のように環境保護、メンテナンスコスト、生産性に配慮しており、鋼板モノコックを基本としながら、ドアやフェンダーに多少の変形であれば復元する樹脂製パネルを用いた車体や、消失中子法で成形された樹脂製インテークマニホールドの採用などが目新しかった。
車種は、4ドアセダンの「SL」と2ドアクーペの「SC」でスタートし、後に5ドアワゴンの「SW」も追加された。このSシリーズは、当初こそリコールの続発で販売不振が続いたものの、リテーラーの親身になったサポートが口コミで評判となって業績が好転し、米国国内の他ブランドディーラーはもちろん、サターン車の日本進出後日本国内でも国産ブランドの一部のディーラーがその販売方法とセールスマンの対応を模倣した。
その自信を元にSシリーズは1996年にモデルチェンジされ、日本市場への輸出のため右ハンドル仕様が開発された。
その一方、1999年『Lシリーズ』によって、より上級のクラスにも進出した。これは第2世代オペル・ベクトラのプラットフォームを活用したモデルで、2.2 Lの直列4気筒と3.0LのV型6気筒ガソリンエンジンを搭載した。このモデルも対日輸出が計画されたが、実行されなかった。
2002年には同ブランド初のクロスオーバーSUVとなるヴューが、2006年には同じく初となるオープン2シータースポーツのスカイが加わった。

### 日本進出と撤退
日本へは1997年（平成9年）に進出。「礼をつくす会社、礼をつくすクルマ」というキャッチコピーで広告展開し、ワンプライス制で値引きなし、スーツではなくクールビズスタイルの営業マン、来店客に店側からは積極的に声を掛けないノープレッシャー営業など、誠実さを最大限に打ち出したアメリカにおける販売面での成功例をそのまま導入した。これらの販売システムは「従来にないもの」として一部国内メーカーなどから注目され、トヨタでは1998年（平成10年）に開設したネッツ店がこれらを手本にしたと言われている。当時のCM使用曲は杏里の「Close to you」（カーペンターズのカヴァー）、ナレーションは細野晴臣だった。
日本のリテーラー網には、JR東日本の子会社であるジェイアール東日本自動車販売、ハナテン、ヤナセ、いすゞ自動車などが参入し、なかでもジェイアール東日本自動車販売が運営したサターンのリテーラーは、新宿駅南口という繁華街に位置していた。
ラインナップは小型のSシリーズのみ、エンジンは直列4気筒DOHCの1.9Lのみであった。実用燃費も10km/L前後と日本での使用に適した仕様であったものの、知名度の低さやディーラー網の小ささ、さらにアメリカ車特有の内外装の質感の低さが感じられたことで日本市場には受け入れられず、2001年（平成13年）には日本市場から撤退し、在庫車はレンタカーとして沖縄県のレンタカー業者に大量に導入された。サターンが撤退した後、一部の販売店はGMオートワールド（現在のGMシボレー店）のディーラー網に参加した。  
サターン撤退後の現在では部品の入手がかなり難しく、親会社であるゼネラルモーターズのディーラーでも修理を断られることが多く、ユーザーの悩みの種になっている。

### 晩年
日本市場から撤退したことでアメリカ国内とカナダのみの展開となった後は、クロスオーバーSUVやスポーツモデル、ベルト・オルタネーター・スターター式のマイルドハイブリッドシステム搭載車を含む複数のモデルを展開していた。
当初サターン車の特徴であった樹脂製パネルは、温度差による伸び縮みが激しく、大きく膨張すると場合によってはドアの締まり具合が悪くなる、サイズに大きな遊び（隙間）が必要なため見た目が悪くなるなどのデメリットから2003年にGMは廃止する方針を固め、2007年に初代ヴューとアイオン（Sシリーズの後継車）の生産を終了したことで樹脂製パネルの車両は消滅。同時にスプリングヒル工場でのサターン車の製造も終了した。晩年はオペル車のバッジエンジニアリングなどが主体となり、独自性は失われていった。サターンが独自性を失っていった背景には90年代半ば以降、トラックやSUVの人気に押されて小型車を売りにくい状況であったことや、技術面で日本車を超えられなかったこと、また労使間の対立があった。

### 売却から一変して廃止へ
ゼネラルモーターズの経営破綻を受け、2009年2月に「ブランドの売却もしくは閉鎖を決定した」との発表があり、GMの連邦倒産法第11章（日本の民事再生法に相当）適用、アメリカ政府主導の事業清算・整理にともない、2009年6月5日に、自動車販売ディーラー業を中心とした自動車関連企業グループを展開する「ペンスキー・オートモーティブ」へサターン・ブランドを売却するとの発表があったものの、GMへの生産委託期間終了後の委託先をめぐりフランスのルノーと交渉を行っていたが、これが決裂したため売却を断念。その結果、2010年10月までにブランドの廃止が決定された。

### 廃止後
2010年時点のサターンのラインナップは、ヴュー、スカイ、オーラ（中型セダン）、アウトルック（大型クロスオーバーSUV）があったが、このうちヴューは廃止後の2011年にシボレー・キャプティバスポーツとして復活した。スカイは廃止され、残りの車種はシボレーなどの兄弟車に事実上統合された。
2011年11月にGMはかつてのサターンの生産拠点であったスプリングヒル工場を改修し、2012年後半に再稼働させると発表。シボレー・エクイノックスなどが生産された。2020年10月には同工場をEVの生産拠点へと転換すると発表した。

## 車種一覧

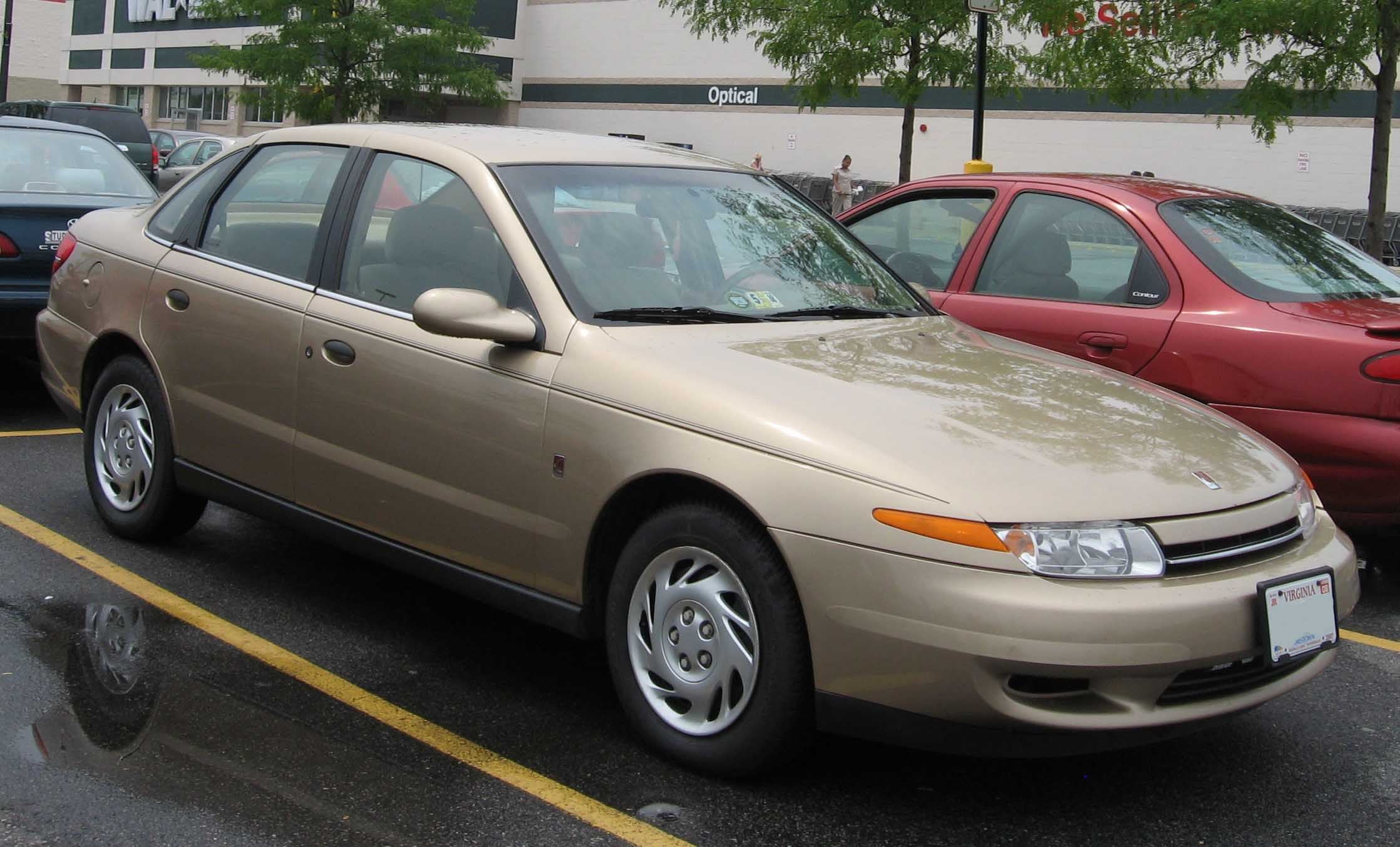
LS（1999年-2005年）

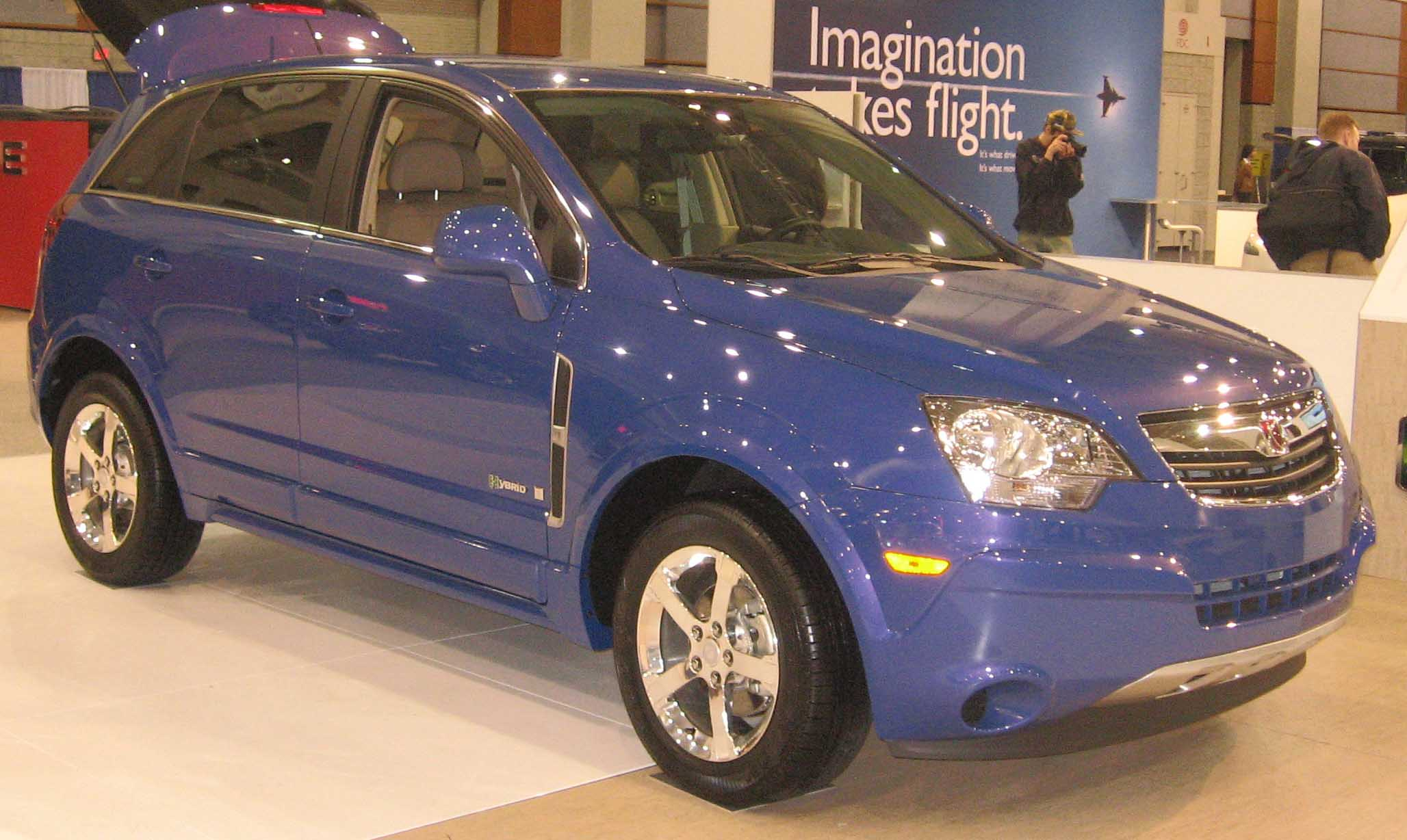
ヴュー・ハイブリッド

- サターン・Sシリーズ（1991 - 2001年）
  - SL --- セダン
  - SW --- ステーションワゴン
  - SC --- クーペ。左側が観音開きの1+2ドア・ノッチバッククーペも後に発売された。
- サターン・Lシリーズ Saturn L series英語版（1999 - 2005年）
- サターン・アイオン（2002年 - 2007年）- Sシリーズ後継
- サターン・ヴュー（2002年 - 2010年）- 小型クロスオーバーSUV
- サターン・リレイ（2005年 - 2007年）- ミニバン。ビュイック・テラーザなどの姉妹車
- サターン・オーラ（2007年 - 2010年）- Lシリーズ後継。オペル・ベクトラの姉妹車
- サターン・スカイ（2007年 - 2009年）- ロードスター。オペル・GTの姉妹車
- サターン・アウトルック（2008年 - 2010年）- 大型クロスオーバーSUV。GMC・アカディアの姉妹車
- サターン・アストラ（2008年 - 2009年）- アイオン後継。オペル・アストラの姉妹車
- GM・EV1（1996年 - 1999年）- 電気自動車。サターンの販売網でリースされた